# 清水市
清水市（日语：／ Shimizu shi */?）是位于日本靜岡縣中部（舊駿河國）的已不存在的城市。其轄區基本相當于現在的靜岡市清水區（不含舊蒲原町、由比町）。被指定為特例市。
2003年4月1日，該市與原靜岡市合併為重新設置的靜岡市清水區。

## 概要
位於日本平東邊山腳處，是一座看的到富士山的港町。清水為駿河灣內部、銜接折戶灣的天然良港，自古以來清水港為中心，作為海運中繼站、水軍基地而發展起來的港町。另一方面，江尻地區也因為為舊東海道江尻宿的宿場町的緣故而發展起來。
清水市也是該市出身的漫畫家櫻桃子的原作漫畫「櫻桃小丸子」的故事舞台。J聯賽勁旅清水心跳的總部亦位於本市，當時被譽為日本的足球王國，在J聯賽草創時期，該市有「日本的巴西」之稱。
此外，清水也以羽衣傳說為聞名。與舊靜岡市合併後，2013年『三保之松原』登錄成為世界文化遺產，成為持有世界文化遺產的都市。

## 地理
該市位於駿河灣岸。從平原到山地佔的地域十分廣泛。瞭望富士山的風景非常地良好。在有「富士山與太平洋」的照片與繪畫，常常會附上清水港當配景。此外，與位於更東邊的橫濱市有較多相近的特點，因此特別在港灣、觀光、娛樂上面，會跟橫濱市做比較。
- 河川 - 巴川、興津川
- 高地 - 日本平
- 港灣 - 清水港、駿河灣、折戶灣
- 海濱 - 三保之松原

### 地區
因為區域很遼闊，所以常以有鐵道車站的地方為基準
- 中心市街地（清水車站周邊）
- 興津（東部）
- 草薙（西部：與舊静岡市的邊界附近）